# Fatordastadion

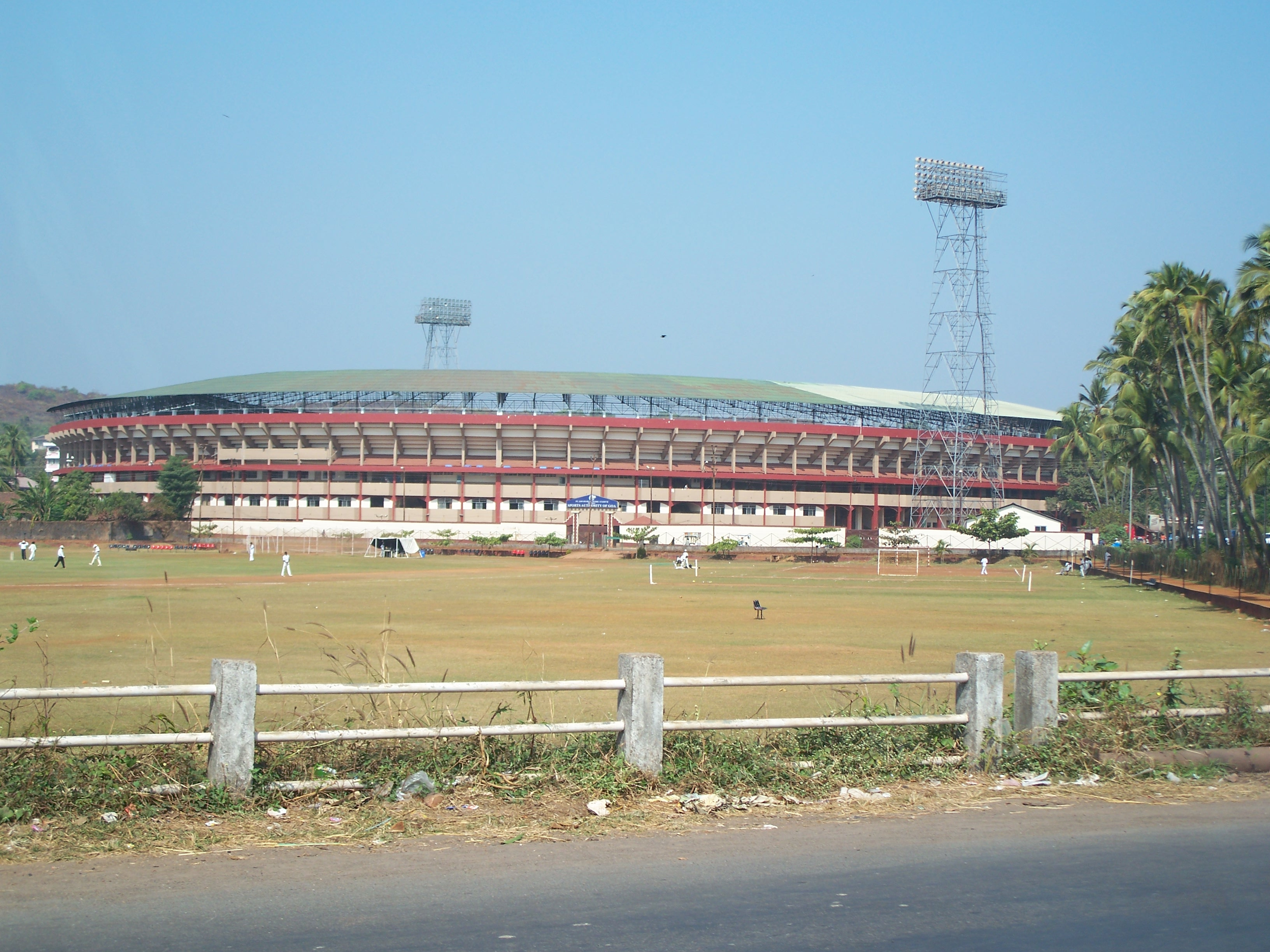
Aanzicht van het Fatorda Stadium

Het Fatorda Stadium is een stadion gelegen in het Indische Margao.

## Beschrijving
Het Fatorda Stadium heeft een capaciteit van 24.500 personen.

## Bespelers
Het stadion wordt gebruikt voor voetbal en wordt bespeeld door Dempo Sports Club, Sporting Clube de Goa, FC Goa en Salgaocar F.C..